# Eupithecia costipicta
Eupithecia costipicta är en fjärilsart som beskrevs av W. Warren 1893. Eupithecia costipicta ingår i släktet Eupithecia och familjen mätare. Inga underarter finns listade i Catalogue of Life.